# Distrito electoral de Central (condado de Randolph, Illinois)
Central (en inglés: Central Precinct) es un distrito electoral ubicado en el condado de Randolph en el estado estadounidense de Illinois. En el Censo de 2010 tenía una población de 445 habitantes y una densidad poblacional de 5,44 personas por km².

## Geografía
Central se encuentra ubicado en las coordenadas 38°3′56″N 89°48′7″O / 38.06556, -89.80194. Según la Oficina del Censo de los Estados Unidos, Central tiene una superficie total de 81.75 km², de la cual 80.45 km² corresponden a tierra firme y (1.58%) 1.29 km² es agua.

## Demografía
Según el censo de 2010, había 445 personas residiendo en Central. La densidad de población era de 5,44 hab./km². De los 445 habitantes, Central estaba compuesto por el 99.1% blancos, el 0.22% eran afroamericanos, el 0.22% eran amerindios, el 0% eran asiáticos, el 0% eran isleños del Pacífico, el 0% eran de otras razas y el 0.45% pertenecían a dos o más razas. Del total de la población el 0.22% eran hispanos o latinos de cualquier raza.